# 皮翁區
6°10′43″S 78°28′54″W / 6.1785°S 78.4818°W
皮翁區（西班牙語：Distrito de Pión），是秘魯的一個區，位於該國北部卡哈馬卡大區的喬塔省，始建於1857年1月2日，面積141.1平方公里，海拔高度1,600米，2005年人口1,847，人口密度每平方公里13人。